# Gregorio Cornet

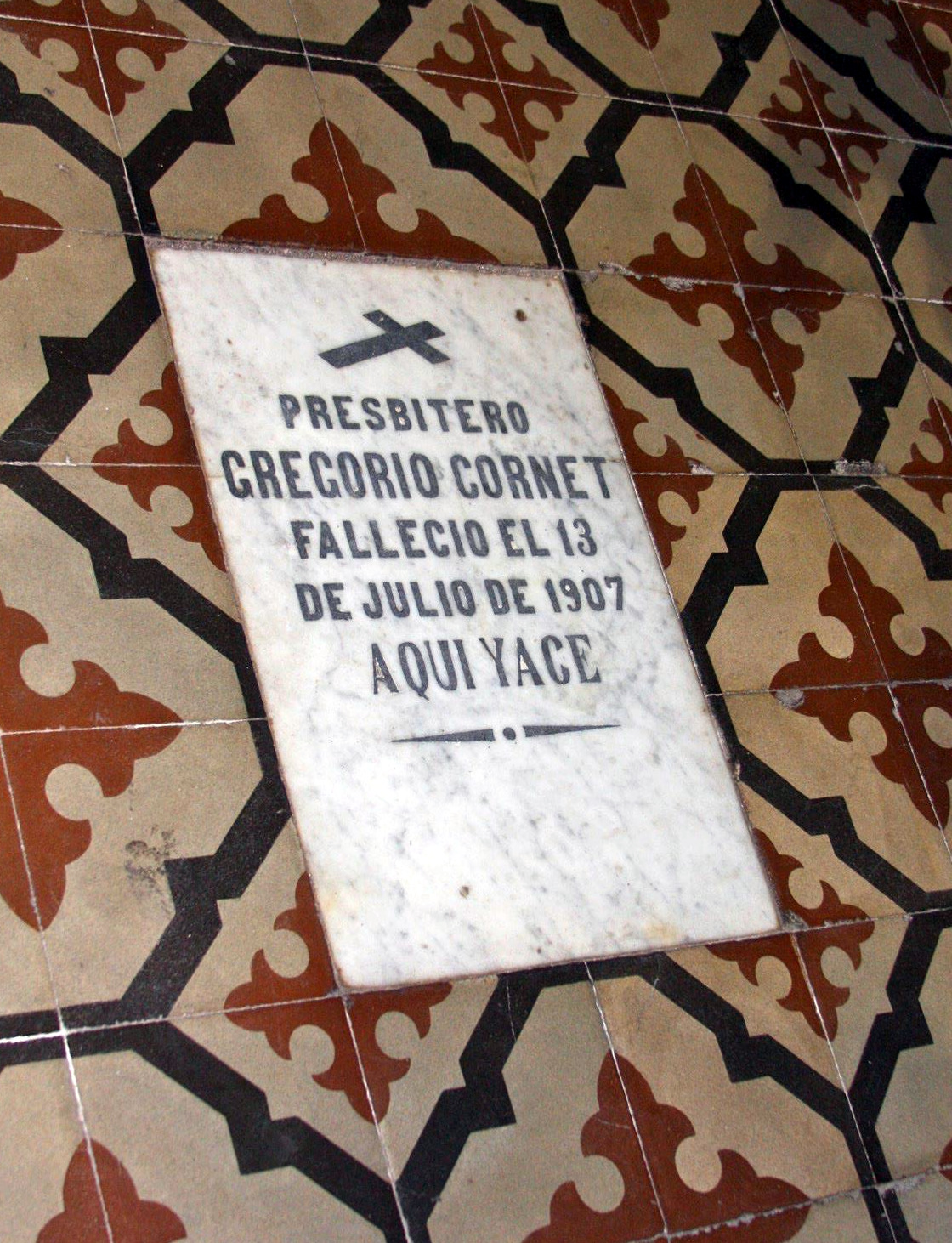
Tumba de Monseñor Gregorio Cornet, Iglesia de Santo Domingo, Santiago del Estero

Monseñor Gregorio Cornet Díaz (Santiago del Estero, 20 de enero de 1836 - 1907) fue un conocido sacerdote católico de la provincia de Santiago del Estero.
Es ordenado sacerdote en 1858 y en 1879 es nombrado capellán del convento de Belén - Beaterío de Mujeres; luego canónigo de la Catedral, y vicario general de Santiago al momento de su muerte en 1907.
Está sepultado en la Iglesia de Santo Domingo en Santiago del Estero, donde una lápida cubre la tumba cabecera de la nave a la izquierda del templo.
Gregorio Cornet Díaz pertenecía a una ilustre familia, siendo su abuelo Juan Cornet y Prat, su bisabuelo Manuel de Palacio y Amabiscar y su hermano Manuel Cornet Díaz.
- Datos: Q6085436